# La Fleur d'oranger
Pour plus de détails, voir Fiche technique et Distribution.
La Fleur d'oranger est une comédie dramatique française écrite et réalisée par Henry Roussell, sortie en 1932.

## Fiche technique
- Titre : La Fleur d'oranger
- Réalisateur : Henry Roussell
- Scénario : Henry Roussel, André Birabeau et Georges Dolley d'après leur pièce de théâtre de 1924
- Décors : Guy de Gastyne
- Photographie : Victor Arménise
- Son : Roger Handjian	et Jean Lecocq
- Production : Bernard Natan et Émile Natan
- Société de production : Pathé-Natan
- Société de distribution : Pathé Consortium Cinéma
- Pays : France
- Format : Noir et blanc - Son mono - 1,37:1
- Genre : Comédie dramatique
- Durée : 87  minutes
- Date de sortie : 
  - France : 14 octobre 1932

Sources : Encyclociné, Bifi et IMDb
- Affiche : Roland Coudon (France)

## Distribution
- André Lefaur : M. de Méricourt, un procureur
- André Alerme : Birbat
- René Lefèvre : Raymond de Méricourt, son fils
- Simone Deguyse : Madeleine
- Hélène Robert : Renée
- José Noguero : Alfredo Ramos
- Blanche Denège : Mme de Méricourt
- Marcel Lutrand : Darblay
- Jacques Beauvais